# Fotofosforilació
La fotofosforilació és un procés de biosíntesi d'ATP a partir d'ADP+fosfat, dut a terme per les ATP sintases de la membrana tilacoïdal dels cloroplasts de les cèl·lules vegetals. És un procés de la fase llumínica de la fotosíntesi en què s'utilitza l'energia alliberada al transport d'electrons per a bombar protons des de l'estroma vers l'interior del tilacoide amb l'objectiu de crear un gradient electroquímic que, en dissipar-se per la sortida de protons del tilacoide a l'estroma a través de les ATP sintases, acobla aquesta energia protó-motriu a la fosforilació de l'ADP per a formar ATP. L'energia necessària és fornida per la llum captada pels pigments fotosintètics.

## Tipus
N'existeixen dos tipus:
- Fotofosforilació acíclica: Estan implicats ambdós fotosistemes, I i II; el flux d'electrons que produeix no és cíclic, de manera que se sintetitza tant ATP com NADPH.
- Fotofosforilació cíclica: Només està implicat el fotosistema I; es realitza un bombament d'hidrogenions de l'estro a l'espai tilacoïdal, que contribueix a crear un gradient electroquímic d'hidrogenions i, per tant, a la síntesi de l'ATP, sense que es produeixi NADPH.

Un fotosistema és el conjunt mínim dels compostos necessaris per dur a terme el procés de fotosíntesi. És un centre de reacció que se situa, juntament amb molts altres, a les membranes dels tilacoides. Permet rebre l'energia lluminosa i transmetre-la al llarg d'una cadena de reaccions que la transformen en energia química.